# Cercopithecini
Cercopithecini é uma tribo de Macacos do Velho Mundo, que habitam principalmente a África.

## Classificação
- Família Cercopithecidae
  - Subfamília Cercopithecinae
    - Tribo Cercopithecini
      - Gênero Allenopithecus
      - Gênero Miopithecus
      - Gênero Erythrocebus
      - Gênero Chlorocebus
      - Gênero Cercopithecus

    - Tribo Papionini